# Concordat du 20 juillet 1933
Le concordat du 20 juillet 1933 est un accord signé entre le Saint-Siège, représenté par le cardinal Pacelli (futur pape Pie XII), secrétaire d'État, et le Reich allemand, représenté par le vice-chancelier Franz von Papen. Ayant vu sa validité confirmée en 1957, il est encore en vigueur de nos jours.

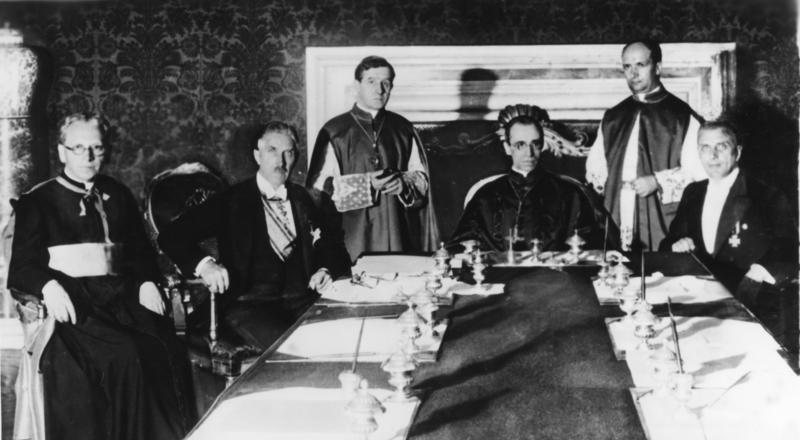
Signature du concordat à Rome, le 20 juillet 1933.

## Genèse du concordat
Le pape Pie XI mène une politique très active de négociation et de signature de concordats ; dix-huit seront signés au cours de son pontificat. Il en négocie avec tous types de régimes : autoritaires, démocratiques, socialistes (comme l'URSS) ou fascistes (comme l'Italie), en parvenant souvent à un accord. Par cette politique, il cherche à protéger les catholiques et préserver les institutions de l'Église (en évitant notamment l'ingérence des États dans les nominations d'évêques) et de la famille chrétienne, dans deux domaines en particulier : l'éducation et le mariage.
Pie XI a une bonne connaissance de l'Allemagne. Il n'ignore pas les difficultés posées par les séquelles du Kulturkampf dans un pays majoritairement protestant : les catholiques ne représentent que 32 % de la population, concentrés en Bavière et en Rhénanie. Néanmoins, cette importante minorité est active, en particulier s'agissant des mouvements de jeunesse. Elle compte 20 000 prêtres, 100 000 religieux et un parti politique, le Zentrum.
Pie XI demande donc à Mgr Pacelli, nonce apostolique en Allemagne et futur Pie XII, d'engager des négociations avec la république de Weimar. Celui-ci rencontre Friedrich Ebert. Cependant, le gouvernement fédéral ne souhaite pas entretenir des relations directement avec une religion. L'article 137 de la Constitution de Weimar proscrit ainsi toute « Église d'État ». En revanche, il permet des négociations au niveau des Länder. En conséquence, des concordats sont signés avec la Bavière (29 mars 1924), la Prusse (24 juin 1929) ou encore le pays de Bade (12 décembre 1932), tous dans des conditions globalement favorables à l'Église catholique romaine.

## L'accord
L'arrivée du Parti nazi au pouvoir en janvier 1933 change la donne. Le catholique conservateur Franz von Papen est nommé vice-chancelier. Le programme de restauration de la grandeur allemande séduit une partie des catholiques. De son côté, Pie XI est traumatisé par les événements de la Russie soviétique. Il relance les négociations au mois de mars, cette fois au niveau de l'Allemagne tout entière. Il s'appuie sur Mgr Pacelli, devenu secrétaire d'État, Mgr Gröber, archevêque de Fribourg, et Mgr Kaas, président du Zentrum. Hitler lui-même est peu convaincu par l'idée d'un tel accord, mais von Papen le convainc : il lui fait miroiter le ralliement de l'électorat catholique.
Les négociations se déroulent très rapidement. Le 20 juillet, la convention est signée. Von Papen y voit une grande victoire contre le bolchévisme ; Pie XI un accord « inattendu et inespéré » (M. Agostino), évitant un nouveau Kulturkampf. Si le Zentrum disparaît, l'Église catholique romaine est reconnue pour la première fois dans l'ensemble du Reich ; les associations, les œuvres de jeunesse, l'école confessionnelle se voient accorder des garanties ; les biens confisqués sont restitués.
Les catholiques allemands accueillent le concordat d'un œil plutôt favorable ; ainsi du cardinal Bertram, qui avait pourtant présidé la conférence de Fulda (1932) interdisant aux catholiques d'adhérer à la NSDAP. De fait, le gouvernement nazi paraît un interlocuteur plus digne de confiance que la république de Weimar, accusée de tous les maux. Du côté des nazis, on se satisfait de la disparition du Zentrum. De plus, l’article 14 du concordat disposait : « Les nominations d’archevêques, d’évêques et toute autre nomination ne deviendront définitives que lorsque le représentant du Reich aura donné son accord pour ce qui est de savoir si ces nominations ne présentent pas d’inconvénients au point de vue politique générale ».
« La conclusion du concordat me paraît apporter la garantie suffisante que les citoyens du Reich de confession catholique se mettront dorénavant sans réserve au service du nouvel État national-socialiste. » déclarera Adolf Hitler.

## Postérité du concordat
Très vite, l'Église doit perdre ses illusions : comme en Italie, le concordat n'est pas respecté. À la fin du mois de juin, lors de la « nuit des Longs Couteaux », les dirigeants des mouvements de jeunesse catholique sont exécutés par les SS. À partir du mois d'octobre, les nazis persécutent le clergé. Au cours de l'été 1934, le chancelier autrichien Dolfuss, fervent catholique, est assassiné. Toutefois, le concordat permet à l'Église catholique de garder une certaine indépendance de fonctionnement face au régime, tout comme les « Églises libres » protestantes indépendantes, ce qui n'est pas le cas des Églises protestantes principales, subventionnées par l'État, qui se voient dirigée par les Chrétiens allemands, mouvement chrétien lié au national-socialisme.
Rome réagit en mettant à l'Index Le Mythe du XXe siècle, de l'idéologue nazi Alfred Rosenberg. Pacelli adresse 55 notes de protestations, de 1933 à 1939, au gouvernement allemand. Enfin, le 14 mars 1937, Pie XI publie l'encyclique Mit brennender Sorge, condamnant le paganisme et le racisme. Pour autant, le concordat n'est dénoncé par aucune des parties.
En mai 1938, il s'absenta ostensiblement du Vatican lors de la visite d'Hitler. Le 6 septembre 1938, prenant position contre la législation antisémite italienne, il déclara à un groupe de pèlerins belges cette phrase célèbre : « Nous, chrétiens, sommes spirituellement des sémites. » Il ordonna également aux universités catholiques d'organiser un enseignement contre l'antisémitisme et le racisme. Juste avant son décès, il avait fait préparer une encyclique contre le nazisme et un discours dénonçant les écoutes et les déformations des propos de l'Église par les fascistes.
Après la Seconde Guerre mondiale, le sort du concordat est suspendu. Le 26 mars 1957, la Cour constitutionnelle allemande reconnaît sa validité.

## Controverse
Dans les années 1950 eurent lieu les discussions sur la validité du concordat. La question se pose alors des conditions dans lesquelles cet accord a pu se réaliser, notamment sur des liens entre le vote de la loi des pleins pouvoirs le 24 mars 1933 auquel participe le parti catholique Zentrum, la déclaration des évêques allemands à Fulda le 28 mars relevant l'interdiction pour les catholiques d'adhérer au Parti national-socialiste et le début des négociations du concordat début avril. Certains historiens allemands et notamment Karl Dietrich Bracher ou Klaus Scholder (en) considèrent que ces événements sont intimement liés et qu'il y a donc eu un marchandage entre la Curie romaine et l'Allemagne nazie. D'autres, comme Konrad Repgen, réfutent cette thèse, considérant que les initiatives du parti et des évêques allemands n'ont pas été téléguidées par la Curie. L'ouverture des archives vaticanes ces dernières années ne permet pas de trancher le débat.